# Freisen
Freisen település Németországban, azon belül Saar-vidék tartományban. Lakosainak száma 7867 fő (2023. december 31.).

## Népesség
A település népességének változása:
| Lakosok száma | 8063 | 7920 | 7907 | 7789 | 7887 | 7867 |
|               | 1975 | 2017 | 2019 | 2021 | 2022 | 2023 |